# Museo Histórico de San Luis
El Museo Histórico de San Luis (MUHSAL) es un museo ubicado en la ciudad de San Luis, capital de la provincia homónima, en el centro oeste de Argentina, destinado a la historia provincial 

## Descripción
Está organizado como una instalación que expone la historia provincial, desde la etapa precolombina hasta el presente, en un recorrido a través de diez salas. En cada una de ellas se utilizan recursos audiovisuales, que además de la posibilidad de observación, crean una experiencia sensorial. Parte de los objetos expuestos fueron donados por familias sanluiseñas.
Según la secuencia del recorrido, estas salas son:
1. El anaquel de la memoria: La sala reproduce una biblioteca desarrollada a gran escala, con sus libros de unos 2m de altura. Los volúmenes, de los que se aprecian los títulos en los lomos, fueron ordenados en los anaqueles de modo realista. Los títulos (ficticios) evocan grandes hitos de la historia de la humanidad.
2. América sin nombre: Desde el 8500 AC hasta la llegada de los colonizadores españoles.
3. Conquista y Colonización: Abarca el período desde la llegada de los primeros exploradores españoles hasta la etapa de la Revolución de Mayo.
4. El llamado de la libertad: Comprende la etapa de la gesta en pos de la independencia de la Argentina.
5. Poncho celeste, vincha punzó: Expone el periodo histórico de enfrentamientos de la primera y segunda guerras entre unitarios y federales.
6. Por el camino de la Constitución: Trata del acto de jura de la Constitución provincial, en 1855.
7. Para todos los hombres del mundo: Enfoca las décadas posteriores a 1880 caracterizadas por la llegada a la provincia de gran número de inmigrantes provenientes de diversos puntos del mundo; italianos, sirio-libaneses, españoles y judíos, entre otros.
8. Argentina: luces y sombras: Abarca el período comprendido entre el primer centenario (1910) y el fin de la última dictadura cívico militar.
9. Autopistas al porvenir: Expone los avances en diversas materias sociales, económicas y culturales desde la recuperación de la democracia en 1983 hasta la actualidad.
10. Puntanos inolvidables: Homenaje a personalidades nacidas en la provincia, destacadas en distintas actividades.

## Galería de imágenes

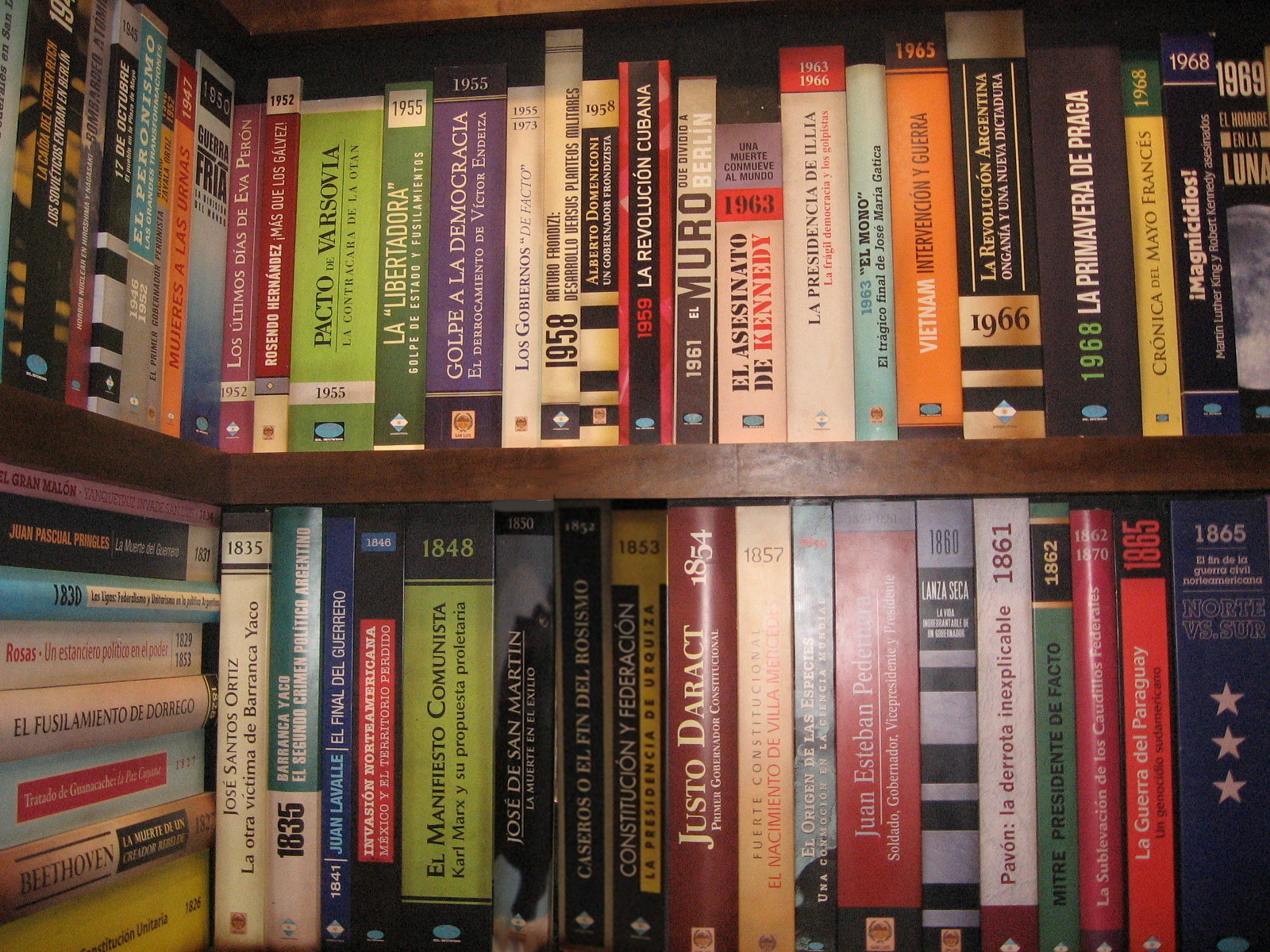
Sala 1: El anaquel de la memoria
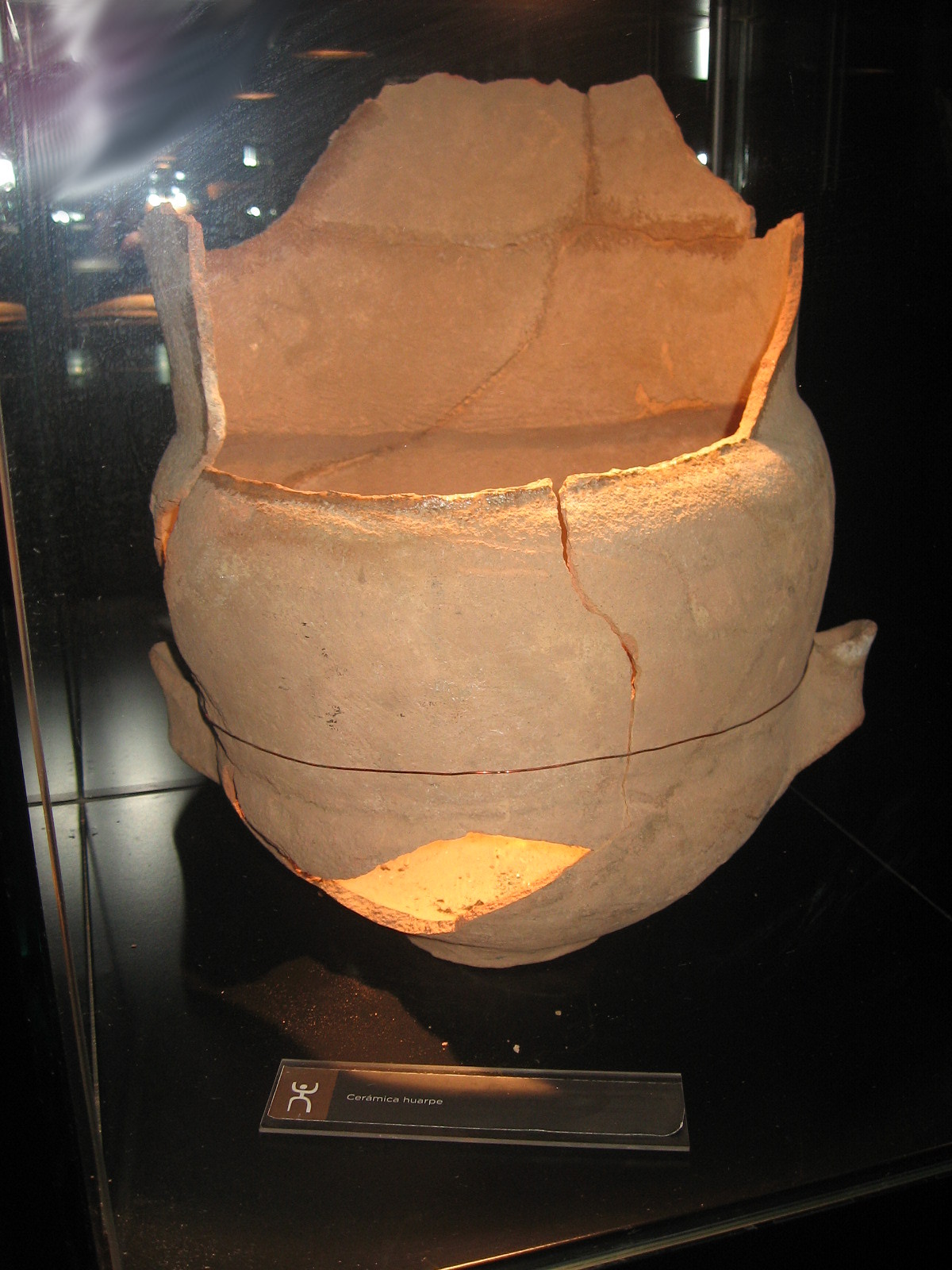
Sala 2: América sin nombre
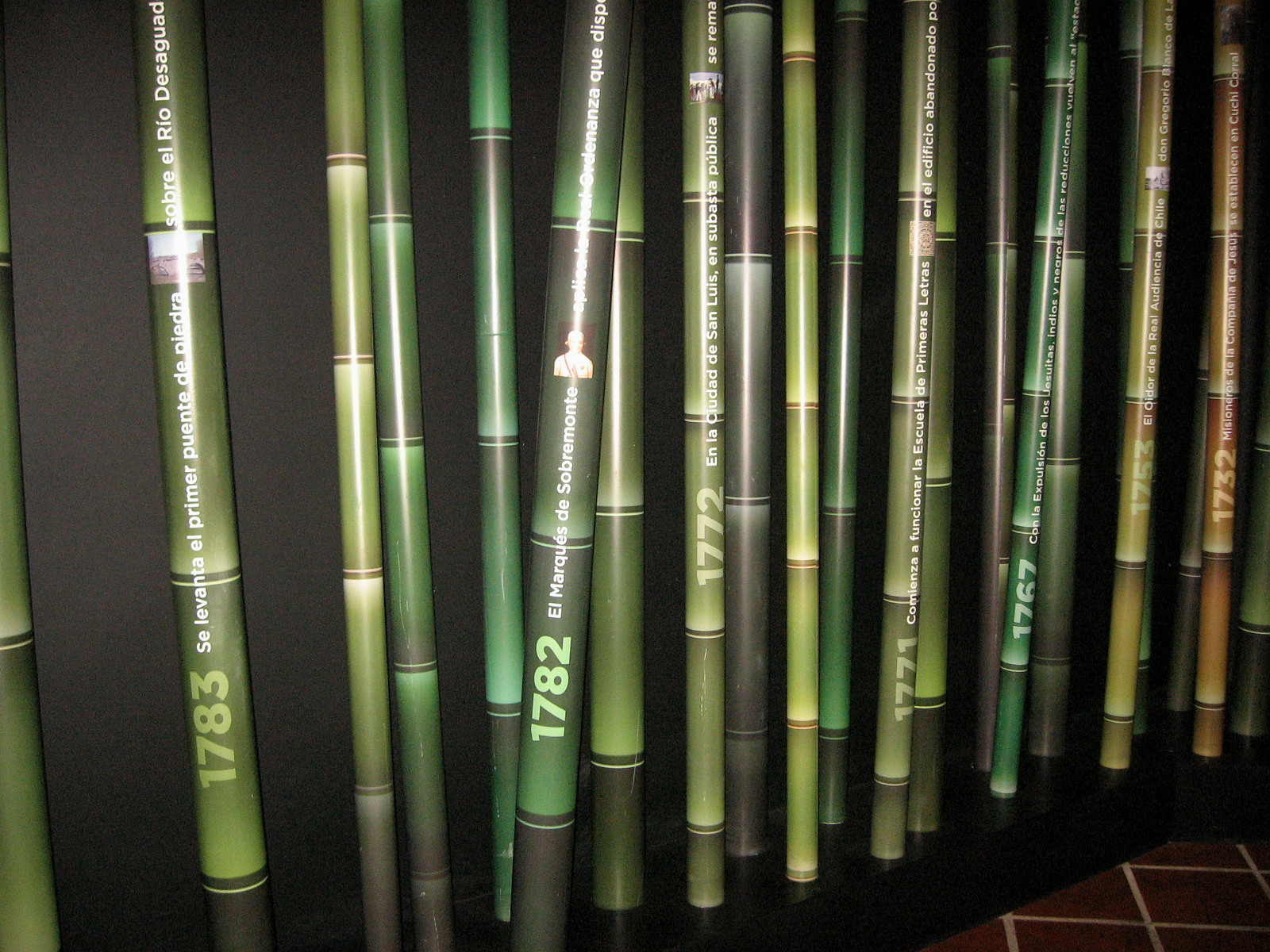
Sala 3: Conquista y Colonización
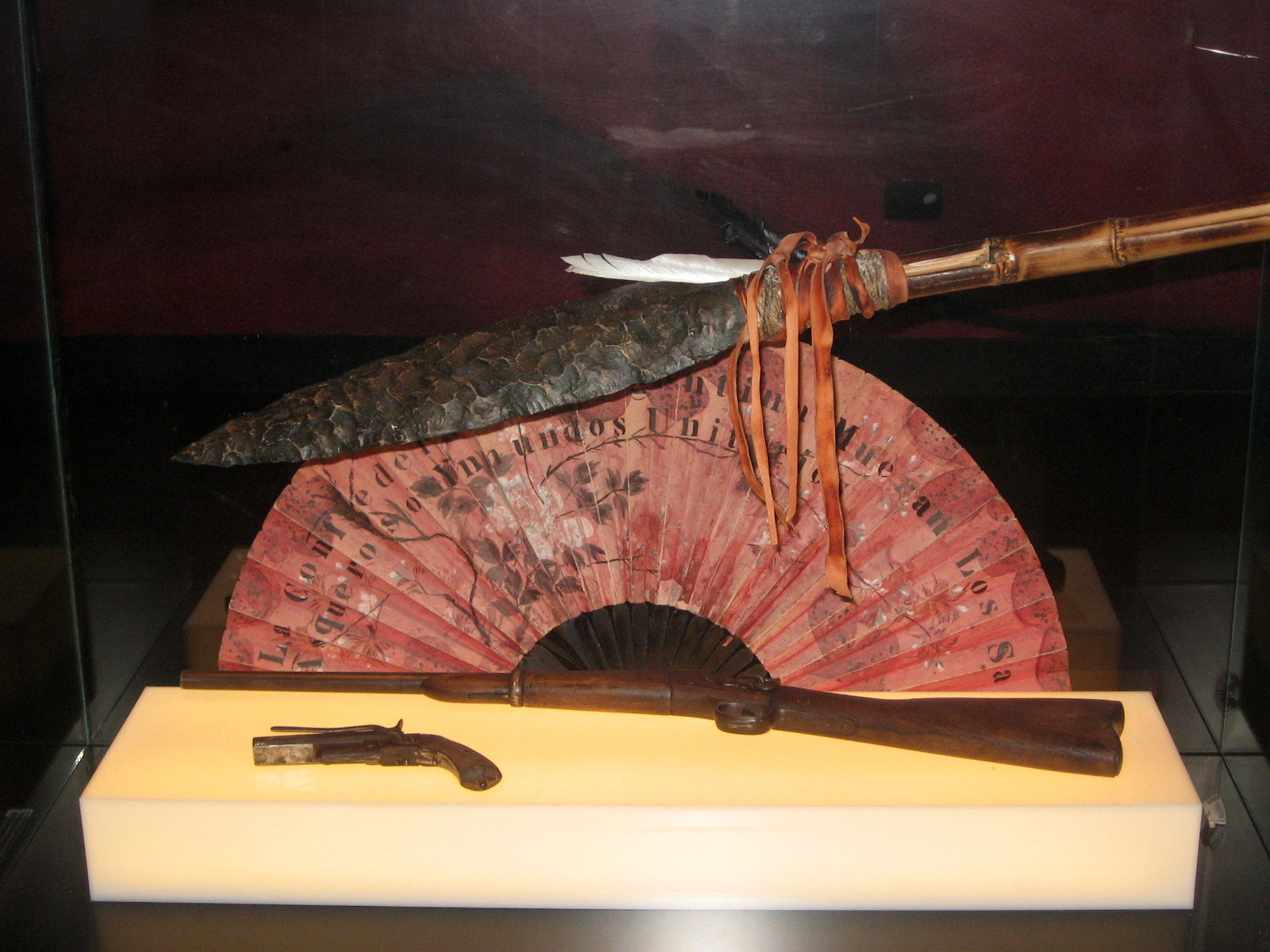
Sala 5:Poncho celeste, vincha punzó